# Fermín Bouza-Brey
Fermín Bouza-Brey (Ponteareas 1901 - Santiago de Compostel·la 1973) fou un historiador, etnògraf i escriptor gallec. El 1919 va publicar el seu primer article, Teatro de antaño en Santiago en castellà. Va ser un dels fundadors del Seminari d'Estudis Gallecs el 1923 i a l'any següent comença a escriure per primera vegada en gallec amb l'article Os estudantes ao arcebispo. Col·laborador en revistes com Cristal, Resol o Nós.
Jutge des de 1929, durant la Guerra Civil va ser separat de la carrera per galleguista fins que el 1938 va ser rehabilitat com a jutge de Vielha, per a passar després a A Estrada. Va ingressar en la Reial Acadèmia Gallega el 1941. A pesar de la dictadura, va continuar la seva labor d'investigació en la secció d'Arqueologia i Prehistòria de l'Instituto Padre Sarmiento. La seva producció més excel·lent és dintre del món científic. La seva investigació se centra principalment en la prehistòria i arqueologia de Galícia, encara que també va atendre camps com l'epigrafia, la numismàtica i l'etnografia.
D'igual manera també es va dedicar a l'estudi bibliogràfic d'escriptors gallecs. Destaquen els seus articles sobre Rosalía de Castro. Com a poeta destaca per ser l'iniciador del neotrovadorisme la tendència del qual també va a ser seguida per Álvaro Cunqueiro o Álvarez Blázquez. En aquest camp és autor de Nao senlleira i Seitura. El 1992 se li va dedicar el Dia de les Lletres Gallegues.

## Obres literàries
- Cabalgadas en Salnés, 1925 (narrativa)
- Nao senlleira, 1933 (poemari)
- Seitura, 1955 (poemari)

## Obres científiques
- Bibliografia da prehistoria galega, 1927 (de López Cuevillas i Bouza Brey)
- Prehistoria y Folklore de Barbanza, 1928 (de López Cuevillas i Bouza Brey)
- La civilización neo-eneolítica gallega, 1931 (de López Cuevillas i Bouza Brey)